# Curtea Europeană de Justiție
Curtea de Justiție (în franceză Cour de justice), cunoscută sub numele de Curtea Europeană de Justiție, este curtea supremă a Uniunii Europene în materie de drept al Uniunii Europene. Ca parte a Curții de Justiție a Uniunii Europene, este însărcinată să interpreteze legislația UE și să asigure aplicarea uniformă a acesteia în toate statele membre ale UE. Curtea este reglementată de articolul 263 al Tratatului de Funcționare al Uniunii Europene.
Curtea a fost înființată în 1952 și are sediul la Luxemburg. Acesta este compus dintr-un judecător pe fiecare stat membru - în prezent 27 - deși aude, în mod normal, cazuri în completuri de trei, cinci sau 15 judecători. Curtea este condusă de președintele Koen Lenaerts din 2015.

## Legături externe
- Site web oficial - Note: the page is headlined Court of Justice of the European Union
- European Court of Justice – Centre Virtuel de la connaissance sur l'Europe – CVCE